# Raymond Kegeris
Raymond Kegeris (Nebraska, Estados Unidos, 10 de septiembre de 1901-California, 14 de agosto de 1975) fue un nadador estadounidense especializado en pruebas de estilo espalda, donde consiguió ser subcampeón olímpico en 1920 en los 100 metros.

## Carrera deportiva
En los Juegos Olímpicos de Amberes 1920 ganó la medalla de plata en los 100 metros estilo espalda, con un tiempo de 1:16.2 segundos, tras su compatriota Warren Kealoha (oro con 1:15.2 segundos) y por delante del nadador belga Gérard Blitz.